# 리포! 더 제네틱 오페라
《리포! 더 제네틱 오페라》(영어: Repo! The Genetic Opera)는 2008년 공개된 미국의 공포 뮤지컬 영화이다.
이 영화는 2008년 7월 판타지아 영화제에서 전 세계 최초로 상영되었고, 2008년 11월 7일에 다양한 도시의 7개 극장에서 제한 상영으로 개봉되었다.
패리스 힐턴이 2009년 제29회 골든 라즈베리상에서 최악의 여우조연상을 수상하였다.

## 줄거리
2056년, 장기 부전이 만연하여 인류의 99%가 사망한 암울한 미래. 초거대기업 진코는 장기 이식 수술을 제공하지만 할부금을 제대로 내지 못하면 ‘리포 맨’이라는 암살자들이 나타나 강제로 장기를 회수해간다("Genetic Repo Man"). 진코의 CEO 로티 라고는 자신이 불치병에 걸렸다는 사실을 알게 되자 후계자를 정하려 하지만("Mark It Up"), 자녀들인 루이지, 파비, 앰버 모두 탐탁하지 않게 여긴다. 대신 그는 죽은 전 약혼녀 마니의 딸이자 17세 소녀인 샤일로 월리스에게 기업을 물려주려 한다("Things You See in a Graveyard").
샤일로는 마니로부터 희귀한 혈액 질환을 물려받아 집 밖으로 나갈 수 없지만 바깥 세상을 동경한다("Infected"). 샤일로의 과잉보호 아버지 네이선은 과거 자신이 발명한 치료법의 실패로 아내 마니가 죽었다고 생각해 자책하며 산다. 하지만 사실은 마니가 자신을 떠난 것에 앙심을 품은 로티가 마니의 약에 독을 넣었고, 네이선은 로티에게 협박을 받아 살인으로 체포되는 대신 진코의 리포 맨 우두머리가 된 것이다. 그러나 네이선은 샤일로에게는 자신이 의사라고 속이고 있다("Legal Assassin"). 어느 날 밤 샤일로는 몰래 마니의 무덤을 방문하고 무덤 도굴꾼을 만난다. 무덤 도굴꾼은 진코에 지불할 요금 마련을 위해 진코에서 제조하는 진통제 겸 환각제 ‘자이드레이트’의 원료를 추출할 시체를 파내고, 거리에서 자이드레이트를 팔고 있다.("21st Century Cure").
샤일로를 자신의 딸로 만들 음모를 꾸미는 로티는 혈액병 치료법을 알려주겠다며 샤일로를 진코 박람회로 유인한다. 샤일로는 그곳에서 진코의 홍보대사로 활동하는 맹인 오페라 가수 블라인드 매그를 만난다. 매그는 진코로부터 눈 수술을 받은 대가로 로티에게 매인 신세이다. 샤일로는 도굴꾼의 도움으로 박람회를 탈출하고, 수술에 중독된 앰버 등 자이드레이트 고객들을 만나게 된다("Zydrate Anatomy"). 술에 취한 앰버는 홍보 대사를 그만둔 매그의 눈이 강제로 회수되고 자신이 그 자리를 대신 차지할 예정이라고 고백한다.
네이선은 매그와 마니가 친한 친구였던 점을 들어 매그의 눈을 회수하는 것을 거부하고("Night Surgeon"), 이에 격분한 로티는 네이선을 제거하려 한다. 매그는 샤일로를 찾아와 자신이 샤일로의 대모이며, 네이선이 샤일로가 마니와 함께 죽었다고 말했다는 사실을 밝힌다. 또한 매그는 자신의 실수를 되풀이하지 말라고 경고한다("Chase The Morning"). 매그가 네이선이 매그를 가둬키우고 거짓말을 한 것을 지적하자 네이선은 매그를 내쫓는다("Everyone's a Composer"). 샤일로는 마니의 죽음을 극복하지 못하고 자신을 과보호해온 네이선을 비난한다("Seventeen"). 한편 로티는 샤일로에게 모든 재산을 넘길 유언장을 작성한다("Gold").
유언장에 샤일로를 유일한 상속자로 지정한 로티는 샤일로를 오페라로 초대하며 마니의 습의를 입고 오라고 한다. 네이선은 자신을 잡으려고 온 진코 직원들이 역으로 샤일로를 찾도록 오페라 극장으로 보낸다("At the Opera Tonight"). 앰버는 무대에서 데뷔 공연을 하던 중 이식한 얼굴이 떨어져 나가는 사고를 당한다. 무대를 장악한 매그는 이 마지막 공연의 대단원에서 라고 가문을 비난하며 자신의 눈을 뽑는 퍼포먼스를 선보인다("Chromaggia"). 로티는 매그를 살해하고 그것이 쇼의 일부라고 둘러댄다.
샤일로는 네이선의 리포 맨 모습을 확인하고 충격을 받는다("Let the Monster Rise"). 로티는 무대에서 아내에 이어 딸까지 잃을까봐 두려워진 네이선이 샤일로를 외부 세계로부터 보호할 생각에서 약에 독을 타왔음을 폭로한다. 로티는 마지막 힘을 다해 네이선을 죽이고, 자녀들과 의절한 뒤 죽는다. 샤일로는 네이선에게 작별 인사를 고하고("I Didn't Know I'd Love You So Much"), 네이선이 저지른 일들이 자신의 미래를 좌우하게 두지 않겠다고 결심한다("Genetic Emancipation").
진정한 자유를 얻은 샤일로가 떠나자 진코는 후계자가 없어져 결국 앰버가 회사를 물려받는다. 앰버가 떨어져나갔던 자신의 얼굴을 자선 경매에 부치자 파비가 낙찰받는다.

## 출연
- 알렉사 베이가 - 샤일로 월리스 역
- 폴 소비노 - 로티시모 "로티" 라고 역
- 앤서니 헤드 - 네이선 / 리포 맨 역
- 세라 브라이트먼 - 장님 매그 역
- 패리스 힐턴 - 앰버 스위트 역
- 빌 모즐리 - 루이지 라고 역
- 테런스 스두니치 - 도굴꾼 역
- 세라 파워 - 마니 역
- 조앤 젯
- 딘 암스트롱
- 대런 스미스
- J. 러로즈
- 어시나 커캐니스

## 기타 제작진
- 협력 제작: 트로이 베그노, 대런 스미스, 테런스 스두니치
- 배역: 제니 주, 조해나 레이
- 미술: 데이비드 해클
- 세트: 리즐 덜로리에이
- 의상: 앨릭스 캐버나

## 이모저모
"얼굴을 바꿔드립니다" 등 한글 문구가 종종 등장한다.